# Osteokondropati
Osteokondropati är den medicinska termen för sjukdomar i skelett och brosk. Dessa innefattar:
- kondropatier, det vill säga sjukdomar i brosk
- skelettsjukdomar, eller osteopatier.

Till osteokondropatierna hör exempelvis osteokondros och osteokondrit. Vid sådana sjukdomar är det vanligt med skelettsmärta.